# Unwindia
Unwindia is een geslacht van uitgestorven pterosauriërs, behorend tot de groep van de Pterodactyloidea, dat leefde tijdens het Laat-Krijt in het gebied van het huidige Brazilië.

## Vondst en naamgeving
Het Staatliches Museum für Naturkunde Karlsruhe kocht een fossiel van een illegale opgraver die het ergens bij Santana do Cariri gevonden had.
De soort Unwindia trigonus is in 2010 benoemd en beschreven door de Britse paleontoloog David Martill. De geslachtsnaam eert David Unwin, een van de meest vooraanstaande onderzoekers op het gebied van de studie naar pterosauriërs. Waarom de naam 'Unwindia' is in plaats van 'Unwinia', de voor de hand liggende afleiding, werd niet uitgelegd. De soortaanduiding is een gelatiniseerd Grieks trigonos, 'driehoekig', een verwijzing naar de driehoekige doorsnede van de snuit.
Het fossiel, holotype SMNK PAL 6597, is gevonden in het Araripebasin in een laag van de Romualdoafzetting van de Santanaformatie die wellicht dateert uit het Cenomanien maar door Martill gedateerd werd als het laatste Albien. Het bestaat uit een stuk van de snuit omvattend een vergroeide maxillae en praemaxillae met tanden en met daaraan nog verbonden een deel van het verhemelte. Vanwege de teerheid van het stuk is voornamelijk de rechterhelft van de snuit geprepareerd.

## Beschrijving
De bewaarde lengte van het stuk is 221 millimeter. De punt van de snuit is afgebroken maar de geschatte lengte van het voorste deel van de schedel, tussen de schedelopening en de vermoede positie van de snuitpunt, is 192 millimeter. Mark Paul Witton schatte in 2013 de schedellengte op minstens dertig centimeter en de vleugelspanwijdte op drie meter.
Martill wist enkele onderscheidende kenmerken vast te stellen. Eén daarvan is een autapomorfie, unieke afgeleide eigenschap, die bewijst dat het om een apart taxon gaat. Er zijn zeven paar tanden en deze staan allemaal voor de grote schedelopening, de fenestra nasoantorbitalis. De tanden zijn gelijkvormig terwijl die van alle andere bekende pterosauriërs in de formatie in het voorste deel van de kaken groter en robuuster zijn.
De snuit van Unwindia is erg plat en langwerpig. Bovenop is het profiel hol; vooraan loopt dit in een geleidelijke bolling over in de snuitpunt. De tanden zijn lang en recht en de achterste staan haaks op de kaaklijn. Ze staan in tandkassen die zich boven de kaaklijn verheffen. De tanden hebben een lengte tot ongeveer negen millimeter. Ze zijn kegelvormig, licht afgeplat en staan iets naar binnen gericht.

## Fylogenie
Martill plaatste Unwindia in de groep van de Ctenochasmatoidea, in een vermoedelijk basale positie, dus onder in de stamboom. Dit was echter niet gebaseerd op een exacte kladistische analyse. Witton meende in 2013 dat het ook een lid van de Lonchodectidae kon zijn, overigens opnieuw zonder exacte analyse. In dat geval zou het grootste bekende lonchodectide zijn en de enige die van het zuidelijk halfrond bekend is.